# روجر إتش غوردون
روجر إتش غوردون (بالإنجليزية: Roger H. Gordon) هو اقتصادي وأستاذ جامعي أمريكي، ولد في 14 سبتمبر 1949.